# Flavio Bucci
Flavio Bucci (Torino, 1947. május 25. – Passo Oscuro, 2020. február 18.) olasz színész, szinkronszínész.

## Filmjei
Mozifilmek
- A munkásosztály a Paradicsomba megy (La classe operaia va in paradiso) (1971)
- L'amante dell'Orsa Maggiore (1971)
- A tábornok állva alszik (Il generale dorme in piedi) (1972)
- La proprietà non è più un furto (1973)
- L'ultimo treno della notte (1975)
- I giorni della chimera (1975)
- L'Agnese va a morire (1976)
- Fura esetek (Strange Occasion) (1976)
- La Orca (1976)
- Sóhajok (Suspiria) (1977)
- Una spirale di nebbia (1977)
- Dove volano i corvi d'argento (1977)
- Gegè Bellavita (1978)
- Ammazzare il tempo (1979)
- Emberek és farkasok (Uomini e no) (1980)
- Átkozottak, szeretlek benneteket! (Maledetti vi amerò) (1980)
- Emlékek, gyökerek (Matlosa) (1981)
- Vaskos tréfa (Il Marchese del Grillo) (1981)
- Der Zauberberg (1982)
- Sogno di una notte d'estate (1983)
- L'inceneritore (1984)
- Mattia Pascal két élete (Le due vite di Mattia Pascal) (1985)
- Tex és a mélység ura (Tex e il signore degli abissi) (1985)
- La donna delle meraviglie (1985)
- Il giorno prima (1987)
- Pehavý Max a strasidlá (1987)
- Poncius Pilátus szerint (Secondo Ponzio Pilato) (1987)
- Com'è dura l'avventura (1987)
- La posta in gioco (1988)
- Anni 90 (1992)
- Pierino Stecchino (1992)
- Amami (1993)
- Teste rasate (1993)
- Quando le montagne finiscono (1994)
- Fratelli coltelli (1997)
- I miei più cari amici (1998)
- Frigidaire - Il film (1998)
- Lucignolo (1999)
- Muzungu (1999)
- Volesse il cielo! (2002)
- Hotel Dajti (2002)
- Levelek a szélben (Lettere al vento) (2003)
- Caterina a városba megy (Caterina va in città) (2003)
- Il silenzio dell'allodola (2005)
- Repülőiskola (Lezioni di volo) (2007)
- La morte di pietra (2008)
- Il divo – A megfoghatatlan (Il divo) (2008)
- Fly Light (2009)
- Border Line (2010)
- La scomparsa di Patò (2010)
- La grande rabbia (2016)
- Tutto può accadere nel villaggio dei miracoli (2016)
- Il vangelo secondo Mattei (2016)
- Borghi e Demoni (2017)
- Agadah (2017)
- Il grande passo (2017)
- Credo in un solo padre (2019)
- La Cornice (2019)

Tv-filmek
- Hosszú utazás (Il lungo viaggio) (1975)
- Ligabue (1977)
- A kétdimenziós gyilkos (Circuito chiuso) (1978)
- Martin Eden (1979)
- Poco a poco (1980)
- Il prete di Caltagirone (1980)
- Il caso Graziosi (1981)
- Storia di Anna (1981)
- Don Luigi Sturzo (1981)
- La quinta donna (1982)
- Il diavolo al Pontelungo (1982)
- Bebawi: Il delitto di via Lazio (1983)
- Quer pasticciaccio brutto de via Merulana (1983)
- Il generale (1987)
- L'ingranaggio (1987)
- Gli angeli del potere (1988)
- The Nightmare Years (1989)
- I promessi sposi (1989)
- Mit den Clowns kamen die Tränen (1990)
- Einer stirbt bestimmt (1993)
- Inside the Vatican (1993)
- La dottoressa Giò: Una mano da stringere (1995)
- La dottoressa Giò (1997)
- Provincia segreta (1998)
- La dottoressa Giò 2 (1998)
- Borghi e Demoni (2017)

Tv-sorozatok
- I problemi di Don Isidro (1978, egy epizódban)
- A polip (La piovra) (1984, hat epizódban)
- Frankenstein nagynénje (Teta) (1987, hét epizódban)
- Un inviato molto speciale (1992, egy epizódban)
- L'avvocato Guerrieri (2008, egy epizódban)